# Amorim
Amorim era una freguesia portuguesa del municipio de Póvoa de Varzim, distrito de Oporto.

## Geografía
Limitaba al este con la freguesia de A Ver-o-Mar, al norte con Navais, al noreste con Terroso y al sureste con Beiriz. Al oeste linda con la ciudad de Póvoa de Varzim, sede del municipio.
La freguesia estaba constituida por once lugares: Amorim de Cima, Agra, Cadilhe, Aldeia, Estrada Nova, Travassos, Mourilhe, Mandim, Pedroso, Sencadas y Sistelos.
Debido a la apertura de la carretera nacional N.º 205, el centro de la población convergió hacia aquella vía.

## Historia
El nombre de la freguesia de Santiago de Amorim aparece por primera vez en 1033. Sin embargo, como en todo la región, el área estuvo habitada desde épocas prehistóricas, como evidencian los topónimos Leira da Anta (entre Terroso y Amorim) y Montinho (Amorim de Cima) que tienen origen en la existencia de túmulos o dólmenes prehistóricos.
Amorim pertenecía desde 1853 al municipio de Póvoa de Varzim y es una freguesia contigua a la ciudad por el norte.
Fue suprimida el 28 de enero de 2013, en aplicación de una resolución de la Asamblea de la República portuguesa promulgada el 16 de enero de 2013 al unirse con las freguesias de Aver-o-Mar y Terroso, formando la nueva freguesia de Aver-o-Mar, Amorim e Terroso.